# پایونیر (اوهایو)
پایونیر (به انگلیسی: Pioneer) یک روستا در ایالات متحده آمریکا است که در شهرستان ویلیامز، اوهایو واقع شده‌است. پایونیر ۵٫۴۱ کیلومتر مربع مساحت و ۱٬۳۸۰ نفر جمعیت دارد و ۲۶۸ متر بالاتر از سطح دریا قرار دارد.